# Anna Larsson (Sängerin)

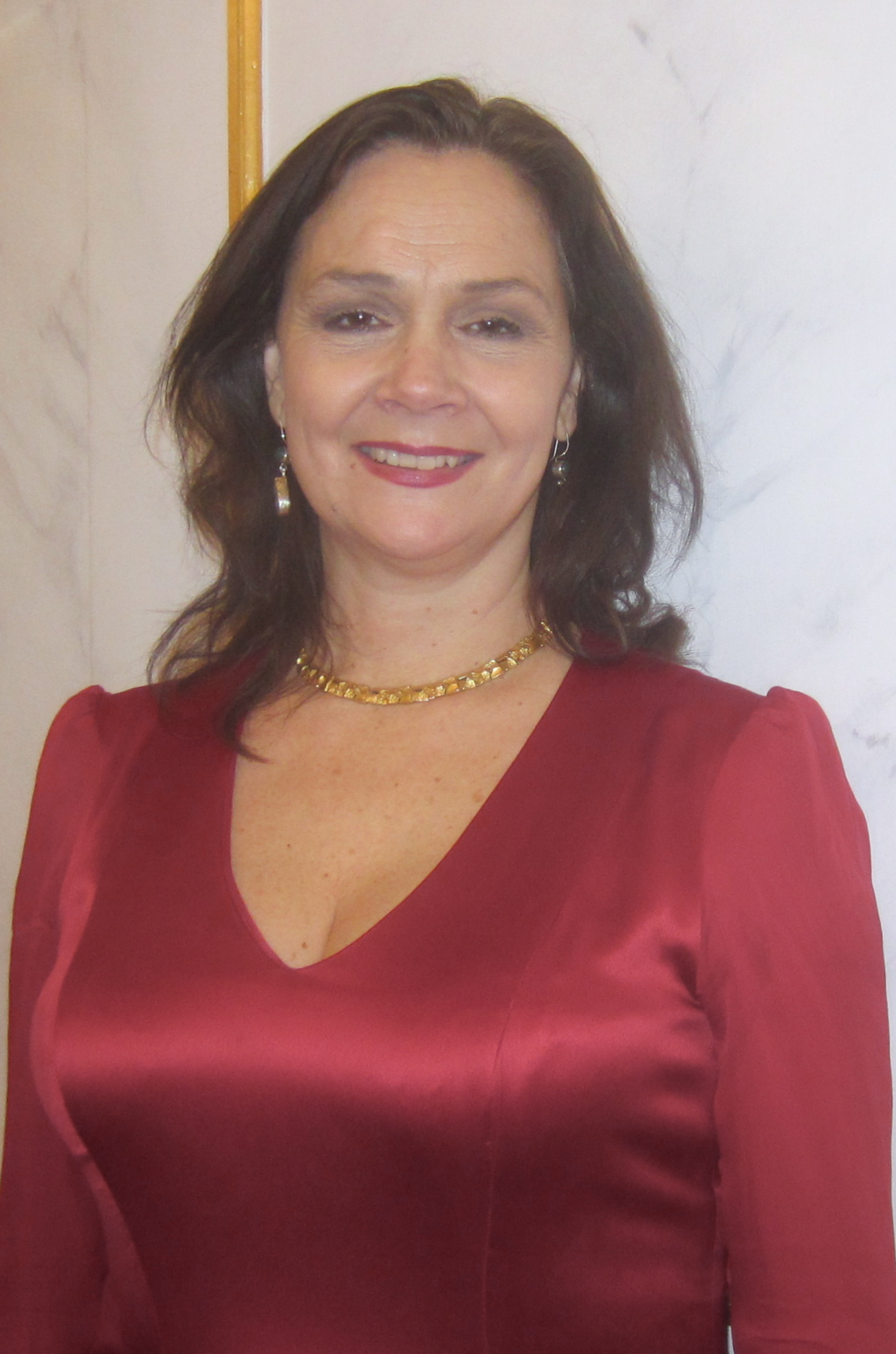
Anna Larsson (2015)

Anna Larsson (geboren am 10. September 1966 in Stockholm) ist eine schwedische Opernsängerin der Stimmlage Alt.

## Leben und Werk
Larsson besuchte die Adolf Fredriks Musikklasser ihrer Heimatstadt und studierte danach am Operastudio 67 und an der Königlichen Musikhochschule Stockholm. Ihr Debüt auf der Opernbühne gab sie als Erda in Wagners Rheingold der Staatsoper Unter den Linden in Berlin unter Daniel Barenboim. Mit dieser und anderen Wagner-Rollen, wie der Kundry, Waltraute und der Fricka, dem Orphée in Glucks Orphee et Euridice, der Zia Principessa in Puccinis Suor Angelica oder der  Dalila in Saint-Saëns' Samson et Dalila gastierte sie an zahlreichen europäischen Opernhäusern, unter anderem an der Königlichen Oper in Stockholm, der Bayerischen Staatsoper in München, in Valencia, an der Mailänder Scala, am Theatre de la Monnaie in Brüssel und am Royal Opera House Covent Garden in London. Sie war auch in Florenz, beim Festival d’Aix-en-Provence, in Kopenhagen und an der Finnischen Nationaloper zu hören.
Bei den Salzburger Festspielen debütierte die Altistin im Sommer 2000 in einem Konzert der Berliner Philharmoniker unter Bernard Haitink mit dem Stück In doppelter Tiefe von Wolfgang Rihm. 2011 und 2013 kehrte sie für Mahler-Interpretationen mit den Wiener Philharmonikern und El Sistema in die Mozartstadt zurück. An der Wiener Staatsoper debütierte Larsson am 27. April 2008 als Erda im Siegfried, einer Rolle, die sie bislang 14-mal im Haus am Ring sang, später auch in derselben Partie im Rheingold, bislang 9-mal. Am 29. März 2015 absolvierte sie ihr Rollendebüt als Klytämnestra in Uwe Eric Laufenbergs Elektra-Neuinszenierung an der Wiener Staatsoper, es dirigierte Mikko Franck.
Auf der Konzertbühne hat sich Larsson vor allem als Interpretin von Werken Gustav Mahlers international profiliert. Ihr erster internationaler Konzertauftritt fand 1997 mit den Berliner Philharmonikern unter Claudio Abbado in Mahlers Zweiter Symphonie statt. Mit Abbado nahm sie einmal Mahlers Zweite und zweimal dessen Dritte auf, die Dritte auch unter Esa-Pekka Salonen und unter Valery Gergiev. Sie sang auch unter Zubin Mehta, Wladimir Jurowski, Sir Simon Rattle, Antonio Pappano, Gustavo Dudamel, Seiji Ozawa, Kurt Masur, Lorin Maazel, Alan Gilbert und Nikolaus Harnoncourt. Im Dezember 2010 wurde die Sängerin zur Schwedischen Hofopernsängerin ernannt, 2011 eröffnete Anna Larsson ihr eigenes Konzerthaus Vattnäs Concert Barn im Dorf Vattnäs bei Mora in Dalecarlia.

## Zitate
„Die Oper verändert sich. Und ich bin voll Neugier, in welche Richtung sich die Opernindustrie entwickeln wird. Und wie die erfahrenen Sänger ein Teil dieser Evolution werden können. Und zumindest möchte ich ausprobieren und studieren, in dieser verrückten Welt des alten Musiktheaters, wie wir uns in Richtung moderner Gesellschaft entwickeln können – stets die Qualität bewahrend, und doch neues Territorium erkundend. Ich weiß, dass die Welt gute Opernaufführungen braucht. Und in dieser Zeit der Paradigmenwechsel der klassischen Musik, müssen wir am Ball bleiben und unseren Platz finden, inmitten einer stürmischen und glorreichen Evolution der Oper.“

„Ich finde es spannend, wie Hofmannsthal aus dem griechischen Mythos ein Freud’sches Drama destilliert hat. Die Taten der Klytämnestra bedrohen sie aus dem Unterbewusstsein, sie wird mit dem Ganzen nicht fertig – und geht zu Elektra. Jener Person, die in dieser Situation als Ansprechpartnerin wohl am wenigsten geeignet ist. Ich finde das vom Psychologischen her spannend!“

## Auszeichnungen
- 1996 Anders Wall Giresta Award
- 2005 Nominierung für den Grammy Award für Richard Strauss’ Daphne[5]
- 2010 Ernennung zur Königlichen Hofopernsängerin durch den schwedischen König Carl XVI. Gustaf[6]

## Diskografie (Auswahl)
- Lars-Erik Larsson, Förklädd Gud; Rosenberg, Hilding, Den heliga natten. Swedish Chamber Orchestra, dir. Peter Sundkvist. Marco Polo. Enligt Svensk mediedatabas Naxos : 8.553738 S.
- Beethoven, Missa solemnis. Tonhalle Orchestra Zurich. Dir.David Zinman. Arte Noca Classics 74321 87074 2 ; [74321870742].
- Zivkovic, Djuro, Staern, Benjamin m.fl., Unheard of again. Chamber Ensemble Sonanza. Phono Suecia PSCD 180.
- Unander-Scharin, Carl. Tokfursten. Opera i två akter. Dir.Michael Bartosch. Caprice CAP 22046.
- Anton Webern, Benjamin Britten, Claude Debussy, Claude Vivier, Claudio Monteverdi et al., 50 yeras of the Holland Festival.
- Brahms, Rinaldo; Rhapsody; Gesang der Parzen. Anna Larsson, Stig Andersen.Danish National Symphony Orchestra. Dir. Gerd Albrecht. Chandos.
- Brahms, Vocal works. Alt-Rhapsodie etc. Anna Larsson, Dietrich Henschel. Dresdner Philharmonie. Dir. Michel Plasson. EMI Classics 5568072.
- Mahler, Symphony No.2. Berliner Philharmoniker. Dir. Claudio Abbado. Deutsche Grammophon. DVD. Euroarts 2056338.
- Mahler, Symphony No.3. Los Angeles Philharmonic Orchestra. Dir. Esa-Pekka Salonen. Sony Classical S 2 K 60250.
- Mahler, Symphony No.3. Berliner Philharmoniker, dir. Claudio Abbado. Deutsche Gramophone CD.
- Mahler, Symphony No.3. London Symphony Orchestra. Dir. Valery Gergiev. Sterling LSO 0660.
- Mahler, Symphony No.3. Lucern Festival Orchester. Dir Claudio Abbado. DVD 2056338. Skivbolag anges inte. Distr. Naxos.
- Kunzen, Hallelujah Of Creation mm. Anna Larsson, Jerker Arvidson. Danish National Simnfonietta. Dir. Peter Marschik. Marco Polo ; Dacapo 8.224070.
- Salzburg Festival Opening Concert. Berg, Alban, Lulu-suite, Der Wein. Mahler, Das klagende Lied. Dorothea Röeschmann, Anna Prohaska, Anna Larsson, Johan Botha.  Vienna Philharmonic Orchestra. Dir. Pierre Boulez [DVD] [2012] [NTSC]. DVD. Unitel Classics.
- R. Strauss, Daphne. Renée Fleming, Johan Botha, Anna Larsson m.fl. WDR Sinfonieorchester, Köln. Dir. Semyon Bychkov. Decca.
- R. Wagner, Der Ring des Nibelungen. Fricka i Rhenguldet och Valkyrian. Orquestra de la Communitat Valenciana. Dir. Zubin Mehta. DVD. Unitel Classics 703808. Delarna säljs även separat. Rhenguldet.
- R. Wagner, Der Ring des Nibelungen. Erda i Rhenguldet och Siegfried. Wiener Philharmoniker. Dir. C. Thielemann. DG 00289 479 1560 GH16.
- Erda i Wagners Rhenguldet. Orchestra of the Orchestra of La Scala, dir. Daniel Barenboim. DVD. Arthaus 108090.